# Happy Hollow
Happy Hollow è il quinto album in studio del gruppo musicale statunitense Cursive, pubblicato nel 2006.

## Tracce
1. Opening the Hymnal / Babies – 2:32
2. Dorothy at Forty – 3:02
3. Big Bang – 3:56
4. Bad Sects – 3:39
5. Flag and Family – 2:56
6. Dorothy Dreams of Tornadoes – 2:54
7. Retreat! – 3:57
8. The Sunks – 2:53
9. At Conception – 2:57
10. So-So Gigolo – 3:43
11. Bad Science – 2:40
12. Into the Fold – 4:16
13. Rise Up! Rise Up! – 3:22
14. Hymns for the Heathen – 2:39

Traccia Bonus (Pre-Order)
1. No News Is Bad News – 2:08